# Witajcie w dżungli (film 2003)
Witajcie w dżungli (ang. The Rundown lub Welcome to the Jungle) – amerykański film przygodowy z 2003 roku w reżyserii Petera Berga, z obsadzonym w roli głównej byłym wrestlerem Dwayne’em Johnsonem, znanym pod pseudonimem „The Rock”. Johnsonowi na ekranie partnerują Christopher Walken jako czarny charakter, Seann William Scott oraz Rosario Dawson.
Film opowiada o łowcy nagród, który wyrusza do Brazylii, by odnaleźć renegackiego syna swego pracodawcy.

## Obsada
- Dwayne Johnson − Beck
- Seann William Scott − Travis Alfred Walker
- Rosario Dawson − Mariana
- Christopher Walken − Cornelius Bernard Hatcher
- Ewen Bremner − Declan
- Jon Gries − Harvey
- William Lucking − Billy Walker, szef Becka
- Ernie Reyes Jr. − Manito
- Stuart F. Wilson − Swenson
- Dennis Keiffer − Naylor
- Garrett Warren − Henshaw
- Stephen Bishop − Knappmiller
- Todd Stashwick − manager
- Donald R. Jankiewicz − najemny przestępca
- Pat Jankiewicz (w czołówce jako Patrick A. Jankiewicz) − najemny przestępca
- Sven-Ole Thorsen − najemny przestępca (poza czołówką)
- Nina Kaczorowski − dziewczyna
- Arnold Schwarzenegger − klient baru (poza czołówką)

## Fabuła
Beck jest profesjonalnym, wielkomiejskim łowcą nagród. W swym zawodzie nie posługuje się bronią palną, ze względu na wcześniejsze, złe doświadczenia. Zostaje zatrudniony przez szefa mafii Billy’ego Walkera, który zleca mu odnalezienie jego syna Travisa. W tym celu mężczyzna ma udać się do amazońskiej dżungli, gdzie Travis poszukuje zaginionego skarbu. Beck chce odciąć się od środowiska, w którym obracał się dotąd, a następnie założyć własną restaurację. Walker obiecuje, że pomoże mu w tym po wykonaniu misji w Brazylii.
Beck i szybko odszukany syn mafiosa początkowo są do siebie wrogo nastawieni. Łączą jednak swe siły w walce z Corneliusem Hatcherem, zarządzającym kopalnią złota okrutnikiem, również poszukującym w Amazonii drogocennego skarbu.

## Realizacja
Film kręcono w czterech miejscach: przede wszystkim w amazońskich lasach Brazylii, a także w Los Angeles w stanie Kalifornia, na Hawajach oraz w kalifornijskiej wytwórni Universal Pictures. Budżet, jaki posłużył do zrealizowania obrazu, szacunkowo wynosił osiemdziesiąt pięć milionów dolarów.

## Przyjęcie
Internetowy portal Rotten Tomatoes, charakteryzujący się specyficznymi kryteriami w ocenie projektów filmowych, wedle których wyższy procent oznacza wyższą/lepszą ocenę, wycenił Witajcie w dżungli na 72%.
Ceniony krytyk Roger Ebert przyznał filmowi ocenę w postaci , pisząc: „Dżunglowe lokacje nadają filmowi tekstury i piękna, które podkreślają wielkość bohaterów”.
Pomimo uznania krytyki, film Witajcie w dżungli nie odniósł znacznego sukcesu kasowego, na całym świecie inkasując jedynie 80 916 492 dolary (przy budżecie o blisko pięć milionów USD większym). Niezadowalające zyski z dystrybucji filmu przekreśliły twórcom szanse na nakręcenie spodziewanej kontynuacji. Reżyser Peter Berg wstępnie wyraził zainteresowanie realizacją sequela, lecz uważa, że obecnie „nikt nie jest w stanie zmobilizować się i skoncentrować na tyle, by nakręcić ten obraz”.
Za scenę walki pomiędzy głównym bohaterem a zgrupowaniem The Kontiki Rebels Dwayne Johnson nominowany był do nagrody MTV Movie Award podczas 13. gali wręczenia tychże. Ponadto projekt uzyskał dwie nagrody Taurus oraz dwie nominacje do tego lauru podczas 2004 World Stunt Awards.